# Björlanda (tätort)
Björlanda är ett samhälle på Hisingen i Göteborgs kommun belägen i primärområdet Björlanda. Orten var också kyrkbyn i Björlanda socken. Orten avgränsades före 2015 till en separat tätort för att därefter till 2018 räknas som en del av tätorten Torslanda. Från 2018 räknas den återigen som en separat tätort, för att från 2023 räknas som del av tätorten Göteborg.
Bebyggelsen ligger invid kyrkan, och har byggts ut främst under 1990-talet. 

## Befolkningsutveckling
| Befolkningsutvecklingen i Björlanda 1990–2020                                                         | Befolkningsutvecklingen i Björlanda 1990–2020 | Befolkningsutvecklingen i Björlanda 1990–2020 | Befolkningsutvecklingen i Björlanda 1990–2020 | Befolkningsutvecklingen i Björlanda 1990–2020 |
| --- | --------------------------------------------- | --------------------------------------------- | --------------------------------------------- | --------------------------------------------- |
| |                                               |                                               |                                               |                                               |
| År |                                               |                                               | Folkmängd                                     | Areal (ha)                                    |
| 1990                                                                                                  | 1990                                          |                                               | 267                                           | 56#                                           |
| 1995                                                                                                  | 1995                                          |                                               | 370                                           | 87                                            |
| 2000                                                                                                  | 2000                                          |                                               | 450                                           | 87                                            |
| 2005                                                                                                  | 2005                                          |                                               | 524                                           | 88                                            |
| 2010                                                                                                  | 2010                                          |                                               | 608                                           | 89                                            |
| 2015                                                                                                  | 2015                                          |                                               | 0                                             |                                               |
| 2018                                                                                                  | 2018                                          |                                               | 1 126                                         | 158                                           |
| 2020                                                                                                  | 2020                                          |                                               | 1 150                                         | 158                                           |
| Anm.: Ny tätort 1995, småort 1990. Sammanvuxen och del av tätorten Torslanda från 2015. # Som småort. |                                               |                                               |                                               |                                               |